# EBuddy
eBuddy è un web & mobile messenger che supporta vari programmi di messaggistica istantanea, tra cui MSN Messenger, Yahoo! e AIM. Coloro che hanno problemi nel download di questi programmi sono abituali utenti di eBuddy.

## Informazioni generali
eBuddy è una compagnia privata olandese con sede ad Amsterdam. Il 26 ottobre 2006 un comunicato stampa riportò che eBuddy ricevette un venture capital da Capital Partners, un gruppo di ventur capital olandese.

## Storia
Il creatore di eBuddy è Paulo Taylor. L'idea gli venne quando con un amico fece una scommessa in cui diceva che sarebbe riuscito a portare MSN al lavoro su un telefono cellulare. Lavorando a tempo pieno per una compagnia di internet, Paulo occupò le sue ore rimanenti a lavorare per un'applicazione di MSN su telefonino. Dopo varie settimane vinse la sua scommessa e caricò l'applicazione su un server. Fu qui che i visitatori gli chiesero se potesse creare una versione web; Paulo decise quindi di passare al livello successivo.
Il 9 settembre 2003 Paulo creò con l'aiuto di due collaboratori Everywhere-MSN.com. Tuttavia la Microsoft rivendicò il dominio, cosicché poco dopo il 4 dicembre 2003 il dominio cambiò in e-Messenger.net. Il 1º maggio 2004, e-Messenger si unì in corporazione. Prese l'attuale nome di eBuddy il 1º giugno 2006

## Caratteristiche
eBuddy offre un'opzione di registrazione sicura. Gli utenti possono anche indicare se vogliono accedere in maniera invisibile. Questo programma include un'impostazione per la presenza di più finestre di conversazione simile alla funzione del tabbed browsing.
La versione beta distribuita nel giugno 2007 supporta più network di Messaggistica Istantanea in una sola interfaccia, anche se non è possibile accedere con più account alla volta.

## Mobile
La versione MIM, compatibile con telefoni cellulari, PDA, PlayStation Portable, Nintendo DS può essere utilizzata solo su dispositivi che supportano il WAP e xHTML; il programma J2ME, disponibile dal giugno 2007, è una versione scaricabile per telefoni cellulari.

## Caratteristiche non supportate
- Protocollo QQ.
- Gli utenti non possono personalizzare l'aspetto delle applicazioni.
- Gli utenti non possono avviare videoconversazioni tramite webcam.
- Solo pochi modelli di cellulare possono inviare file durante le conversazioni.

## Riconoscimenti
Nel gennaio 2007, eBuddy vince il premio "Best Dutch App" ai Dutch Web2.0 Awards organizzati da Blue Ace.